# Эфик
Эфик — народ, проживающий в Центральной Африке. Населяет территорию от бассейна реки Кросс (в нижнем её течении) до Камеруна. Это юго-восток Нигерии до побережья залива Биафра (округах провинции Калабар (Калабар, Эньонг, Иту, Экет) и Оверри в Нигерии и округа Кумба и Виктория в Камеруне). Эфик иногда живут совместно с экои, или эджагам.
Наряду с аньонг и калабар эфик принадлежит к субэтнической группе ибибио, которая подвергается процессу консолидации соседствующих племен Нигерии и сложению более широких этнических общностей (Андрианов, Исмагилова 1979: 30).
По оценке на 2000 г. численность эфик около 700 000 человек (Мазов, Попов 2000: 658).

## Язык

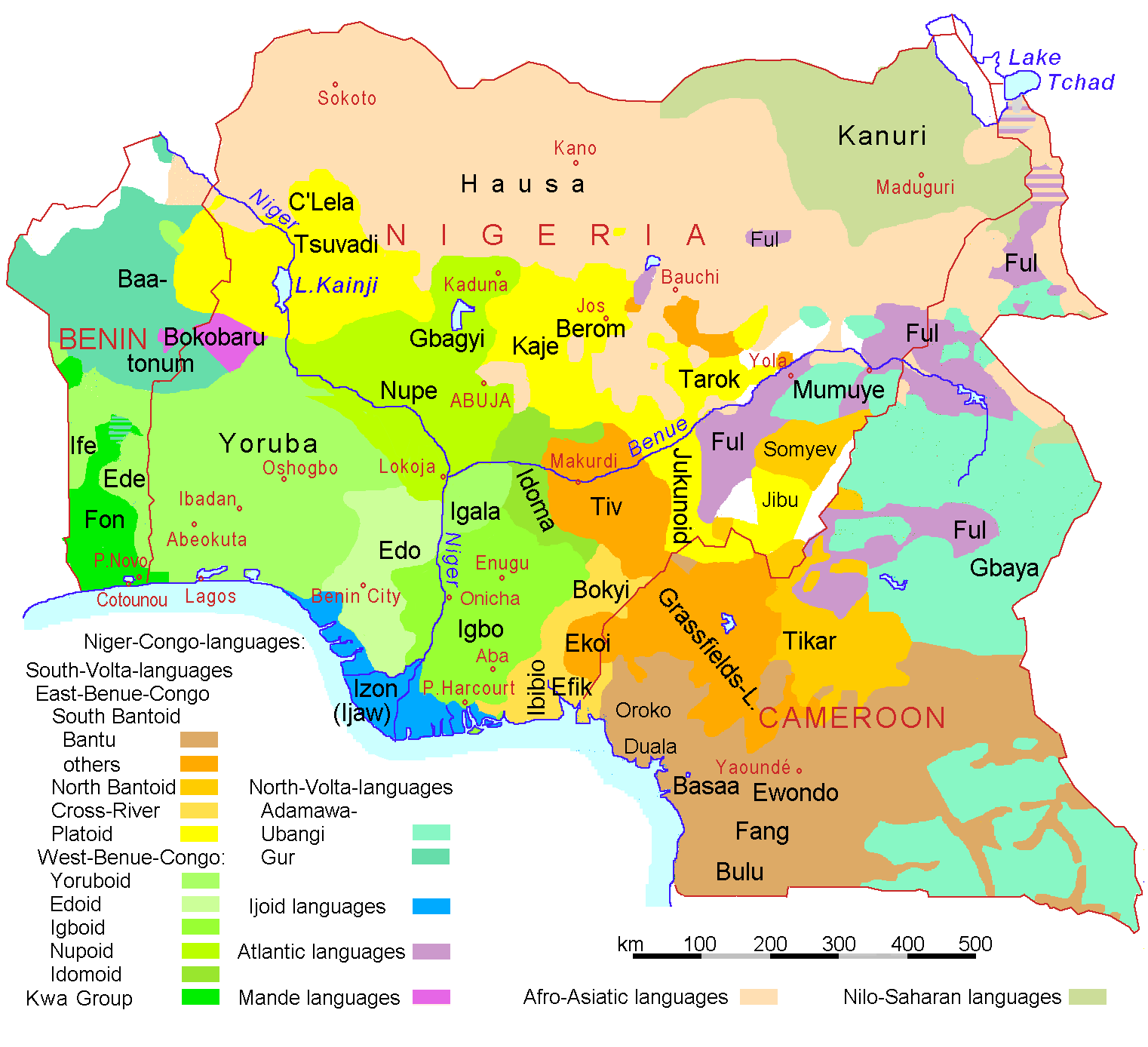

Язык эфик — ибибио, а точнее один из его диалектов принадлежит к нигеро-кордофанской, или конго-кордофанской макросемье, к подгруппе бенуэ-конго.
На сегодняшний день на ибибио разговаривают более 2 млн человек. Диалект непосредственно эфик наиболее изучен. После того, как он стал литературным, его понимают все образованные ибибио. Считается, что языки эфик и ибо имеют грамматическое сходство. Основа письменности — латинская графика.
Язык получает все большее распространение, несмотря на то, что словарный запас эфик, по мнению английского этнографа М. Джефферез, меньше ибибио. Это имеет историческую основу, поскольку он стал торговым языком в бассейне реки Кросс ещё до Английской колонизации. Теперь язык эфик содержит много английских слов и заимствований под влиянием периода работорговли, в которой они активно участвовали.
На языке эфик выпускают периодические издания, например, ежедневная газета «Nigerian monitor» (с 1960 года), которая имеет и английскую версию. А в 1954—1955 гг. издавался журнал «Новости эфик-ибибио».
Первая Библия, написанная на языке ибибио, была именно на диалекте эфик.

## История
В XVIII веке ибибио частично переселились на восточный берег реки Кросс и стали называться эфик, или «тираны» (от слова «fik» — подавлять, жать).
Предположительно, название они дали себе сами. Таким образом, ибибио подразделяется на эффиат, мбиабо, эньонг, ква, исангеле, адиабо, иту, эфут и самих эфик.
Со времени появления европейцев эфик и акунакуна первыми привозили сюда английские товары: часы, джин, зонты, оружие. Затем они обменивались на местные: орехи, ценную древесину, пальмовое масло. И до сих пор из представителей ибибио именно у эфик лучше всего развиты торговые отношения, поскольку они монополизировали торговлю во всем бассейне реки Кросс, а их товары пользуются у покупателей наибольшим спросом.

## Религия
Религиозные предпочтения народа сочетают как традиционные, так и христианские верования, например протестантство, пресвиторианство. Важны и тайные религиозные общества, такие как Экпе.
До сих пор существеуют культ предков и сил природы, магия.
Христианство оказало заметное влияние на быт ибибио и эфик в частности. Христианская традиция увековечивания памяти умерших способствовала развитию практики установки надмогильных памятников «итиатудо». Теперь же подобная практика приняла массовый характер, поэтому могилы христиан и нехристиан оформляюся схожим образом.

## Социальная организация
Деревенские общины и общины больших семей — основа социальной родовой организации. Ранее, до колонизации европейцев, было распространено рабство. Для работорговли в те времена создавались так называемые «Дома». Рабы могли выкупаться на волю, иметь своих рабов, жениться на свободных жителях.
Крупнейший город эфик — Калабар (кстати, «Эфук», или «Эфик», — настоящее название «Калабар», а последнее, как они считают, привнесли европейцы) — долго был одним из центров работорговли на побережье Гвинейского залива. Однако в 1842 году был подписан договор о прекращении торговли рабами между англичанами и местными вождями.

## Культура
Эфик известны своим традиционным театром и танцевальными обществами, созданными по типу тайных.

### Традиционный уклад жизни
Эфик проживают в больших деревнях. Дома на деревянном каркасе прямоугольной планировки. Подобная планировка характерна для всех ибибио. Их обмазывают глиной, крышу покрывают пальмовыми листьями.
Из традиционной одежды эфик носили набедренную повязку. Народный фольклор составляют песни и сказки. Верят в духов и магию.
У них много продуктовых рынков, на которых продаются копченая рыба. Издревле на эфик работали земледельцы-рабы, теперь же для выращивания ямса и маниока они нанимают батраков из народов Камеруна и местных: ибо и ибибио. Пища большей частью растительная: каши, похлёбки.
Из ремесленных традиций с конца XIX в. распространены вышивка бисером, чеканка медных подносов, в изготовлении масок — резьба по дереву. Также развиты плетение циновок, шляп и корзин, но это относится, скорее, к женским занятиям.